# San Felices (La Rioja)
San Felices fue un barrio del municipio de Haro situado junto al río Ebro en las faldas de los montes Obarenes, cerca de la zona conocida como las Conchas de Haro. Se accedía por la carretera comarcal C-122 que une Haro con Puentelarrá.
Fue creado para los trabajadores de la cantera de ofitas y calizas que lleva en explotación desde 1919 y cuya empresa explotadora ha solicitado en 2011 una prórroga para veinticuatro años más.
Contó con parada de ferrocarril en la línea Castejón-Bilbao. La mina de ofitas sigue haciendo uso de la línea para el envío de mercancías.
Hasta finales del siglo XX se mantenía una pequeña iglesia. Ya no quedan edificios en pie.

## Demografía
Pese a que la localidad ha desaparecido, figura censado en 2013 1 habitante (varón).
| Gráfica de evolución demográfica de San Felices (La Rioja) entre 2000 y 2010                     |
|                                                                                                  |
| Población de derecho (2000-2010) según los censos de población del INE a 1 de enero de cada año. |